# Chiesa della Santissima Annunziata (Livorno)

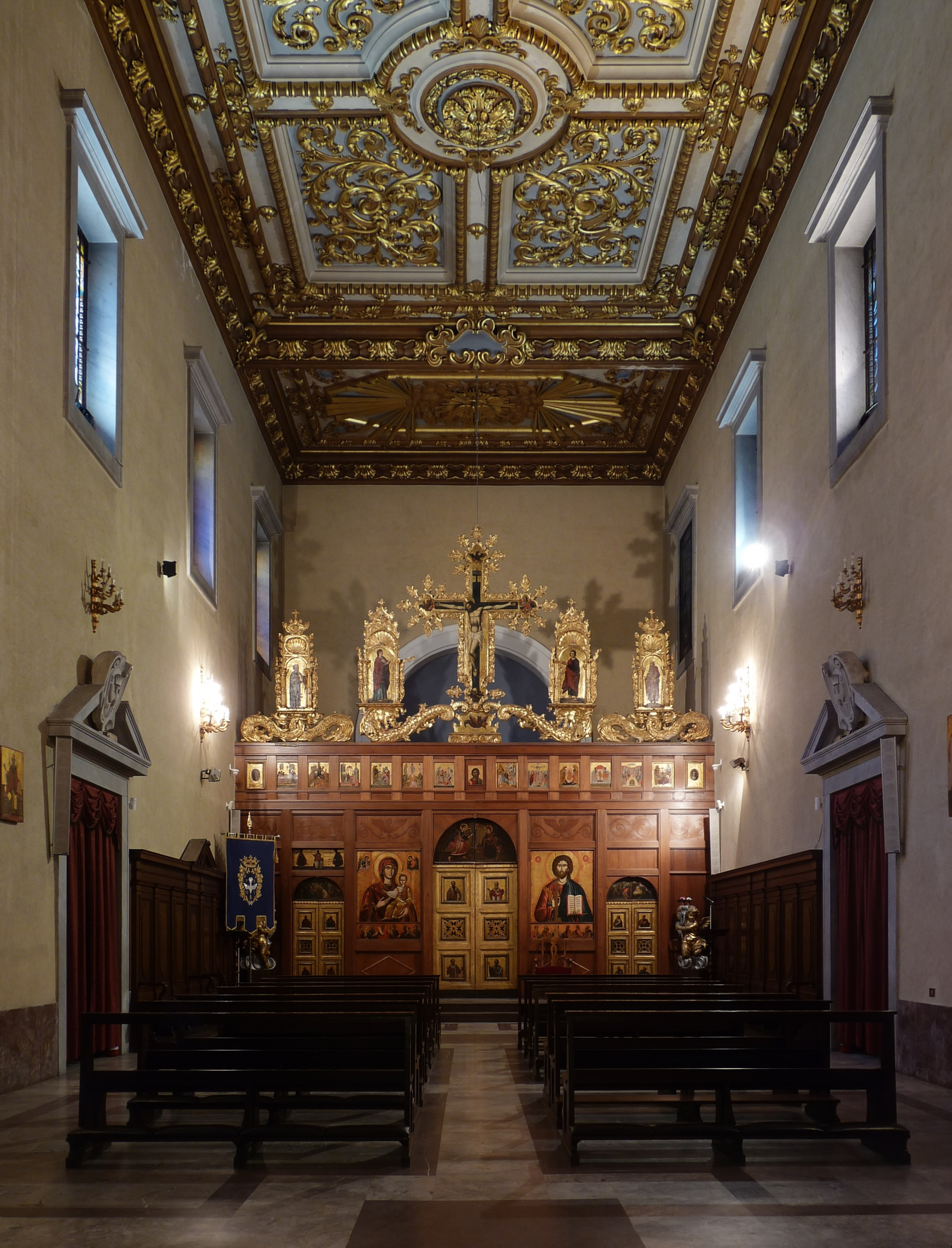
Interno della chiesa

La chiesa della Santissima Annunziata, anche conosciuta come chiesa dei Greci Uniti per il rito religioso greco-cattolico professato (il rito bizantino), è un luogo di culto cattolico di Livorno.
Si trova nel centro della città, in via della Madonna, a pochi metri dal tempio di San Gregorio e dalla chiesa della Madonna.
La chiesa apparteneva alla Chiesa bizantina cattolica; nel secondo dopoguerra fu ceduta all'arciconfraternita cattolica della Purificazione, assumendo il titolo di chiesa della Purificazione; dal 2015 è in uso di la Chiesa greco-cattolica rumena. 
Gli ortodossi, acattolici, disponevano invece di una chiesa separata (la chiesa greco-ortodossa della Santissima Trinità) e di un proprio spazio cimiteriale.

## Storia
Sul finire del XVI secolo numerosi greci giunsero in Toscana per prestare servizio sulle navi dell'Ordine di Santo Stefano dei Cavalieri.
Inizialmente questa comunità si riuniva presso il piccolo oratorio di San Jacopo in Acquaviva, al di fuori della città fortificata.
Successivamente, nel 1601, fu avviata la costruzione di una chiesa nazionale in via della Madonna ed i lavori furono portati a termine nel marzo 1606; il progetto si deve ad Alessandro Pieroni, architetto molto attivo nella Livorno medicea.
Un secolo più tardi fu innalzata l'elegante facciata, forse su disegno di Giovanni Baratta o di Giovan Battista Foggini con il contributo scultoreo di Andrea Vaccà, mentre a lato della chiesa fu realizzato un piccolo campanile.
Intorno alla metà del XVIII secolo il soffitto fu arricchito da una struttura a cassettoni, con al centro un dipinto dell'Annunciazione di Giovanni Domenico Ferretti, che andava a celare il precedente ornamento di travi e capriate a vista. Un illustre papàs (sacerdote di rito bizantino-greco) fu Demetrio Camarda (XIX secolo), linguista, storico e filologo albanese da Piana degli Albanesi, che mantenne vivo il culto cristiano orientale nella città.
I bombardamenti della seconda guerra mondiale cancellarono gran parte della chiesa, che fu ridotta ad un cumulo di macerie dal quale emergevano solo la facciata e la parte della navata con il campanile.
Restaurata la facciata e ricostruito il corpo della chiesa in uno stile quantomai asettico, nel 1951 la chiesa fu ceduta all'Arciconfraternita della Purificazione che, prima degli eventi bellici, disponeva di una cappella presso il Bagno dei forzati.

## Descrizione
All'esterno l'elemento più interessante della chiesa è la facciata, lontana dai movimenti barocchi, ma sobria e composta, con un ingresso sormontato da un frontone triangolare e affiancata da due colonne tuscaniche che inquadrano la parte centrale del prospetto, con una finestra rettangolare.
Fino alla seconda guerra mondiale il prospetto principale della chiesa era ornato da due statue in marmo raffiguranti l'Innocenza e la Mansuetudine. Con i restauri postbellici, le opere, recuperate tra le rovine della chiesa, non furono ricollocate in loco. Nei primi anni ottanta furono comunque effettuati alcuni studi per il riposizionamento delle due statue, ma solo nel settembre 2012 le sculture sono tornate ad ornare la facciata; tuttavia, a causa di problemi legati alla statica del prospetto, sono state messe in opera due copie in vetroresina.
L'interno, preceduto da un vestibolo in cui nel 2014 sono stati collocati gli originali delle sculture precitate, è una semplice aula rettangolare, con il soffitto ligneo ricostruito nel dopoguerra. 
Notevole invece l'iconostasi, struttura lignea del 1610, che suddivide la parte della chiesa riservata alle funzioni del clero (in passato dai papàdes bizantini) da quella aperta ai fedeli, con antiche icone. Fu realizzata dal maestro greco Anthimos Kolas, originario di Zante, e decorata dai dipinti delle maggiori feste liturgiche della chiesa bizantina, opera di un ignoto schiavo del Bagno di Livorno nel 1640-43, con coronamento del cretese Thomas Benetos (Crocifisso e i dolenti, 1640). Le porte minori invece furono decorate nel 1750 dal tedesco Agostino van der Brachen (Apostoli, Natività ed Epifania). Gravemente danneggiata nel corso degli eventi bellici, l'iconostasi è stata ricomposta dopo il restauro conclusosi nel 1985.